# Jakub Jan Ryba

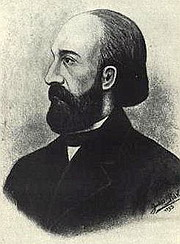
Jakub Jan Ryba

Jakub Jan Ryba, als Jakub Šimon Jan Ryba getauft, (* 26. Oktober 1765 in Přeštice; † 8. April 1815 bei Voltuš) war ein böhmischer Komponist der frühen Romantik, Lehrer und Kantor. Viele seiner Werke, darunter auch die Messen, schrieb er für die damalige Zeit ungewöhnlich auf Tschechisch, weil er der Ansicht war, dass lateinische Texte weder für den Singenden noch für den Zuhörer einen Vorteil bringen.

## Leben
Jakub Jan Ryba entstammt einer böhmischen Kantorenfamilie. Sein Vater wirkte an mehreren Orten – in Rožmitál (Rosenthal), Volyně, Přeštice (Pschestitz) und Nepomuk. Ryba merkte an, dass seine Eltern „reich an weiser Gerechtigkeit, aber arm an materiellen Mitteln“ waren. Ryba lernte unter Anleitung seines Vaters Gesang, Geige, Cello und Orgel sowie später Generalbass und Komposition. Er konnte ihn schon mit zehn Jahren an der Orgel vertreten.
1780 kam er auf das Gymnasium der Piaristen in Prag. Hier lernte er die Musik von Josef Seger und anderen Komponisten kennen und schrieb Werke von Johann Sebastian Bach und Joseph Haydn ab. Er dachte daran, Geistlicher zu werden, und wollte deshalb Philosophie studieren. Doch verließ er nach fünf Jahren Prag, nachdem ihm sein Vater mitgeteilt hatte, dass in Nepomuk eine Kantorenstelle frei sei und er sie erhalten könne. Doch wurde aus der versprochenen Stelle nichts. Ryba hielt sich ein Jahr zu Hause auf und ging dann nach Mníšek, wo er als Lehrergehilfe arbeitete. Am 11. Februar 1788 wurde Ryba als provisorischer Lehrer in Rožmitál pod Třemšínem angestellt und übernahm auch die Kantorenstelle.
Vom örtlichen Milieu war er bald enttäuscht, denn es entsprach nicht seinen Vorstellungen und Bemühungen, die josephinischen Schulreformen durchzusetzen. Als Kantor war er angesehen, hatte jedoch fortlaufend Unannehmlichkeiten mit seinem Vorgesetzten. Im Jahre 1790 heiratete er Anna Legler. Mit ihr bekam er dreizehn Kinder, von denen sechs früh starben. Die sich ständig verschlimmernden materiellen Bedingungen und das Unverständnis der Umwelt waren die Hauptgründe, dass er nach und nach das gesellschaftliche Leben mied. Er wurde menschenscheu und verlor den Glauben an Freundschaft und Gerechtigkeit. Schließlich setzte er seinem Leben durch Freitod ein Ende.

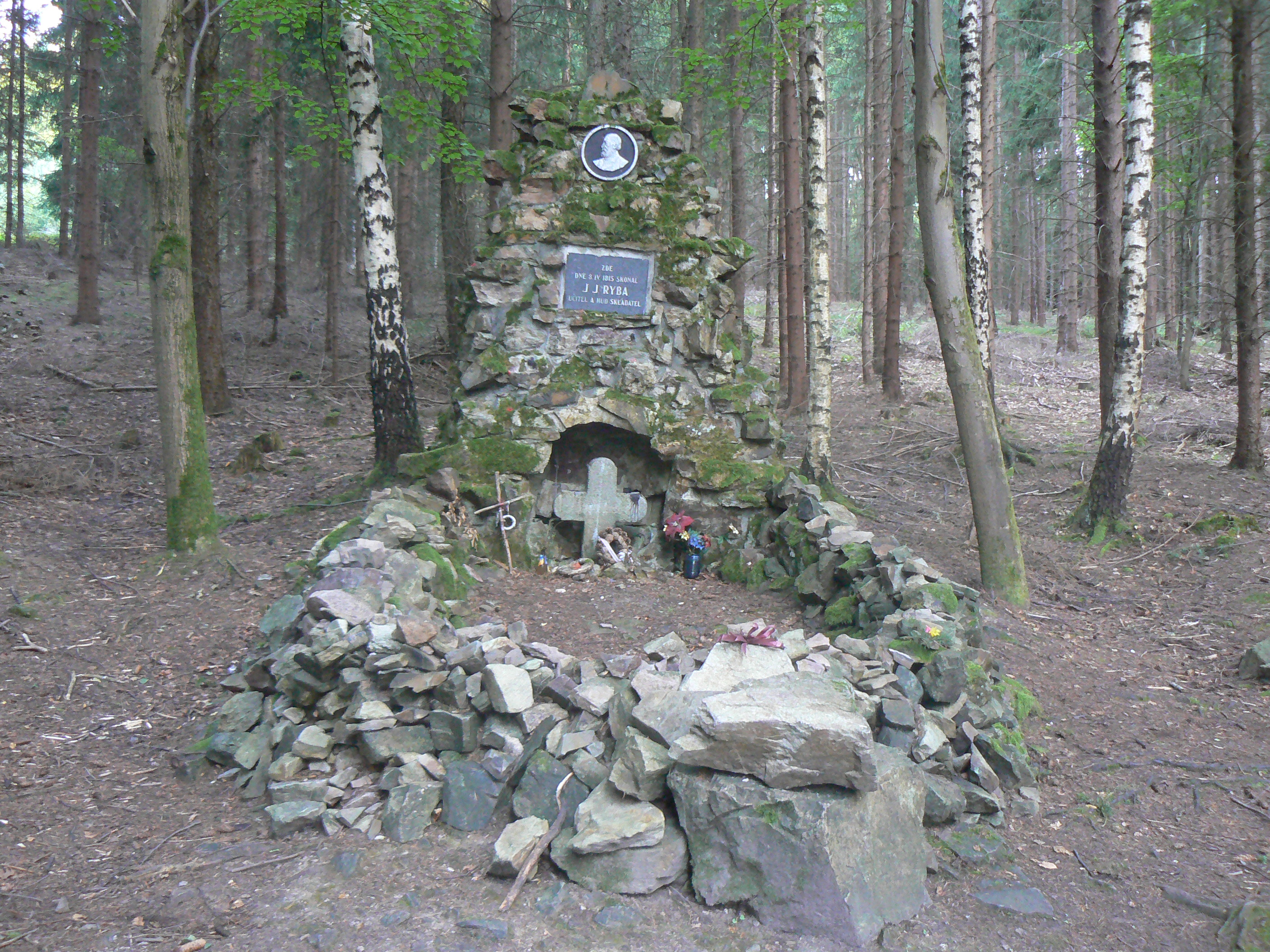
Gedenkstein für Jakub Jan Ryba bei Voltuš

Nachdem Rybas Leichnam am 10. April 1815 in einem Dickicht bei Voltuš aufgefunden worden war, erhielt er ein Eselsbegräbnis auf einem ehemaligen Pestfriedhof nordwestlich von Starý Rožmitál. Im Jahre 1855 ließ der Pfarrer Jan Fähnrich auf Anregung von Rybas Sohn Josef Arnošt Ryba die sterblichen Überreste auf den neuen Friedhof in Starý Rožmitál überführen.
An seinem Sterbeort bei Voltuš errichteten Forstarbeiter 1854 ein schlichtes Holzkreuz. 1933 wurde dieses durch einen symbolischen steinernen Grabhügel (mohyla Jakuba Jana Ryby) ersetzt.

## Wirken
Ryba gehörte zu den gelehrtesten Kantoren seiner Zeit und beherrschte mehrere Sprachen, was ihm erlaubte, verschiedene philosophische Schriften sowie die damalige musiktheoretische Literatur im Original zu lesen. In seiner posthum veröffentlichten Arbeit Anfängliche und allgemeine Fundamente zu aller Musikkunst legte er die Grundlagen der tschechischen Musikterminologie.
Sein kompositorisches Schaffen ist außerordentlich umfangreich und schließt in großer Anzahl Lieder, Arien und vielfältigste Kompositionen für verschiedene Instrumente (Sonaten, Variationen, Menuette, Duette, Quartette, Konzerte, Symphonien u. a.) ein. Er verlieh besonders der ästhetischen Seite der Musik großen Nachdruck und bemühte sich stets, den Zuhörer anzusprechen. In Rybas umfangreicher Kirchenmusik nehmen zahlreiche Messen einen bedeutenden Platz ein. Bei einer Reihe von ihnen bewies er seine kompositorische Meisterschaft, besonders auch die Fähigkeit, mit der Melodie sowohl homophon als auch polyphon zu arbeiten.
Vom Vermächtnis dieses führenden Vertreters der Musiktradition tschechischer Kantoren ist lange Zeit nur ein kleiner Teil seines umfangreichen Schaffens lebendig geblieben. Erst nach der Samtenen Revolution begann man in seinem Heimatland, sein Schaffen wieder zu entdecken und ans Tageslicht zu holen.
Einem seiner Werke konnten aber selbst größte politische Repressalien nichts anhaben. Die im Jahr 1796 in Rožmitál entstandene Böhmische Weihnachtsmesse (Česká mše vánoční „Hej, mistře“) erfreut sich in seinem Heimatland größter Popularität und Beliebtheit und wurde selbst in den Jahren kommunistischer Unterdrückung regelmäßig in den Weihnachtsgottesdiensten aufgeführt. Sie ist auch heute in Böhmen „die“ Weihnachtsmesse schlechthin. In Prag trifft sich regelmäßig kurz vor dem Heiligen Abend die musikliebende Bevölkerung zu Hunderten auf der Kampa-Insel, um dort diese volkstümliche Messe im Freien zu singen und zu musizieren.
Ryba verfasste in den Jahren 1799–1801, dann 1806 sowie 1811–1815 und 1813 vier Autobiografien. Während die erste, auf Deutsch verfasste, einem engen Kreis von Freunden bestimmt war, später aber von Dlabacz für dessen Künstlerlexikon verwendet wurde, entstand die zweite als Gedicht für František Jan Vavák, die dritte und vierte verfasste Ryba auf Tschechisch. Die zweite und dritte wurden von Slavík (siehe Literatur) wiedergegeben, das Autograf gilt als verloren. Die Literatur datiert die dritte Autobiografie mit 1811, obwohl Ryba bis ins Jahr 1815 Nachrichten liefert.

## Werke
Ryba schrieb insgesamt etwa 1.300 Kompositionen der verschiedensten Formen, worunter die religiösen Werke überwogen. Aus den erhaltenen Werken sind besonders bekannt:
- Česká mše vánoční (Böhmische Weihnachtsmesse) (1796)
- Cursus Sacro-harmonicus
- Missa pastoralis (1788)
- Vlastenské písně (Patriotische Lieder)
- Věnec ze zpěvů vlastenských (Zyklus patriotischer Lieder)